# 大阪港咲洲トンネル
大阪港咲洲トンネル（おおさかこうさきしまトンネル）は、大阪府大阪市港区の大阪築港地区と住之江区の大阪南港地区にある人工島「咲洲」を結ぶ海底トンネルである。1997年（平成9年）10月17日開通。港湾法にもとづく港湾施設（臨港交通施設）の一つ。大阪市港湾局が管理する。
大阪市中心部から南港地区への最短経路となり、本町通（国道172号）や中央大通の延長線上に位置する。鉄道ではOsaka Metro中央線の大阪港駅とコスモスクエア駅の間でこのトンネルを通過する。

## 構造
トンネルは、沈埋函を海底に沈める沈埋工法で建設された。沈埋工法のトンネルとしては日本初の道路・鉄道併用トンネルで、複線の鉄道線（地下鉄中央線）の両側を各2車線の道路が通る構造になっている。全長は道路部分が2,200 m、鉄道部分が2,400 m（港区側陸上トンネル部430 m、港区側換気塔部、沈埋トンネル部1,025 m、住之江区側換気塔部、住之江区側陸上トンネル部900 m）。沈埋トンネル部は高さ8.6 m×幅35.2 m×長さ103 mの沈埋函10函で構成されている。
近年、東南海地震、南海地震が発生すると、トンネルの沈埋函接続部が損傷する恐れがあることが判明。耐震補強のため、沈埋函同士を鋼板で連結する対策工事が2009年（平成21年）から始められている。

## 道路
大阪市港湾施設条例により設置された臨港道路として、管理を指定管理者に委任している。
普通乗用車・普通自動二輪車・大型自動二輪車の通行料金は100円（2009年（平成21年）10月1日より200円から値下げ）で大型車は400円だったが、2013年（平成25年）10月5日に土日祝・年末年始が無料化され、2014年（平成26年）10月1日に全面無料化された。カード式の回数券のみあった（ETCやクレジットカードといった類は使えなかった）。歩行者、軽車両、125cc以下の二輪（小型自動二輪車）および原付、危険物積載車両は通行禁止である。
道路は港区側ではみなと通（国道172号）に接続し、約500 m東で海岸通（大阪府道5号大阪港八尾線）とも接続し、住之江区側のトンネル出入口はコスモスクエア駅付近にある。
また、このトンネルを走る大阪市営バス（44号系統）が2014年（平成26年）3月31日まで存在していた。現在は南海バス（堺南港線）が平日11本、土日祝日25本運行されている。

## 指定管理者
| 団体名                       | 委託開始       | 委託終了              |
| ---------------------------- | -------------- | --------------------- |
| 大阪港トランスポートシステム | 1997年10月17日 | 2009年5月31日         |
| 阪神高速道路                 | 2009年6月1日   | 2015年3月31日         |
| 阪神高速グループ連合体       | 2015年4月1日   | 2020年3月31日         |
| 阪神高速グループ連合体       | 2020年4月1日   | 2025年3月31日（予定） |

## 通行回数券の大量紛失
大阪港咲洲トンネルの通行回数券を約1万1000枚（約2億2800万円分）に亘り紛失していたことが、当時運営管理していた大阪港トランスポートシステムの内部調査により、2009年（平成21年）2月16日に発覚した。また、同回数券の利用実績が、販売実績を上回る異常事態も起こっている。トンネル管理事務所の当時の所長で販売管理担当をしていた元社員の男性が横流した疑いがあり、同社は、この元社員を、業務上横領で告訴した上、約2億円の損害賠償を求め大阪地裁に訴えを起こした。